# Campylopus dicranoides
Campylopus dicranoides är en bladmossart som beskrevs av Thériot och Georges Raymond Léonard Naveau 1927. Campylopus dicranoides ingår i släktet nervmossor, och familjen Dicranaceae. Inga underarter finns listade i Catalogue of Life.